# Златко Вуйович
Златко Вуйович (хорв. Zlatko Vujović; 26 серпня 1958, Сараєво) — югославський і боснійський футболіст чорногорського походження, що виступав на позиції нападника.

## Клубна кар'єра
Златко Вуйович почав кар'єру у футбольному клубі «Хайдук», в якому грав 10 років. У складі «Хайдука» ставав чемпіоном Югославії, володарем Кубка Югославії і найкращим бомбардиром чемпіонату Югославії.
Пізніше грав за різні французькі клуби, найбільших успіхів досяг у першому з них, «Бордо». У сезоні 1986/87 клуб виграв як чемпіонат, так і Кубок Франції.

## Кар'єра в збірній

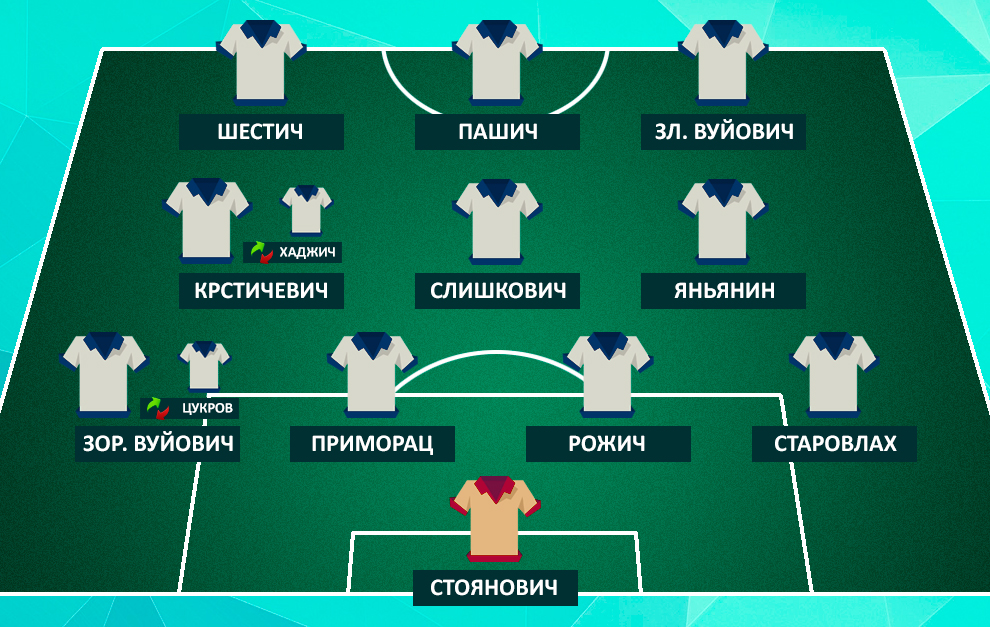
Склад збірної Югославії у фіналі Середземноморських ігор 1979

Вуйович дебютував у збірній Югославії 1 квітня 1979 року в матчі відбіркового турніру чемпіонату Європи 1980 року проти збірної Кіпру, в ньому ж і відкрив рахунок голам за збірну. Брав участь в олімпійському турнірі 1980 року, фінальних турнірах ЧС-1982, ЧЄ-1984 і ЧС-1990, на якому був капітаном команди. Всього за збірну провів 70 матчів, в яких забив 25 м'ячів.

## Особисте життя
Має брата-близнюка Зорана, також професійного футболіста, який виступав за збірну Югославії.

## Досягнення
Чемпіон Югославії:
- 1978/79

Володар Кубка Югославії:
- 1983/84

Найкращий бомбардир чемпіонату Югославії:
- 1984/85

Чемпіон Франції:
- 1986/87

Володар Кубка Франції:
- 1986/87

Володар Суперкубка Франції:
- 1986

Збірні
- Переможець Середземноморських ігор: 1979